# Philip Morris International
La Philip Morris International Inc. (PMI; NYSE: PM) è una compagnia statunitense attiva nell'industria del tabacco, con prodotti venduti in oltre 180 paesi al di fuori degli Stati Uniti d'America. Il suo marchio più famoso e che genera i maggiori introiti è Marlboro.
L'azienda ha fatto parte del Gruppo Altria fino al marzo 2008, data del suo scorporo. Altria ha motivato la fuoriuscita dal gruppo di Philip Morris International asserendo che quest'ultima avrebbe avuto maggiore facilità a raggiungere il suo scopo, ossia "ottenere un aumento delle vendite nei mercati emergenti", rimanendo fuori dalle costrizioni a cui sarebbe dovuta sottostare se avesse continuato ad essere di proprietà di un gruppo statunitense. Ai possessori di azioni Altria furono date, all'epoca, anche azioni di PMI, che fu dapprima quotata alla borsa londinese e poi in altri mercati.
Il quartier generale operativo della compagnia è situato a Losanna, in Svizzera, sebbene la sua sede legale sia rimasta negli Stati Uniti d'America, dapprima a New York e, a partire dal 2022, a Stamford, nel Connecticut. La PMI non opera negli Stati Uniti d'America, dove i marchi Philip Morris sono ancora posseduti e commercializzati dal precedente proprietario di Philip Morris International, ossia il Gruppo Altria.
Poiché il tabacco, il principale costituente delle sigarette, è la maggior singola causa di morti prevenibili a livello globale e dà dipendenza, le operazioni dell'azienda (e dei suoi concorrenti) sono altamente contrastate e sono sempre più soggette a cause e legislazioni restrittive avviate dai governi di vari paesi circa l'effetto dei suoi prodotti sulla salute.
Le sue azioni sono oggi scambiate alla borsa di New York e l'azienda fa parte dei panieri su cui si basano l'indice S&P 100 e l'indice S&P 500.

## Storia
La Philip Morris International vanta un comune inizio con la Philip Morris USA, azienda da cui è stata divisa negli anni cinquanta del ventesimo secolo, quando fu creata una divisione che si occupasse degli affari internazionali, pur rimanendo sempre sotto la stessa controllante fino al 2008. Entrambe le aziende possono quindi affermare di poter far risalire la propria storia fino a Philip Morris, un tabaccaio londinese la cui famiglia nel 1847 aprì un negozio di vendita di tabacco e sigarette a Londra, in Bond Street, che nel 1854 iniziò la produzione di sigarette proprie.
L'embrione della Philip Morris International vede però la luce agli inizi degli anni cinquanta del ventesimo secolo quando all'interno della Philip Morris Co., Ltd, Inc., che nel frattempo era diventata una produttrice di prodotti del tabacco (soprattutto sigarette) con sede a New York e che nel 1919 era stata comprata da George J. Whelan, viene creata una divisione che si occupi di produrre e commercializzare i prodotti Philip Morris nel mondo.
Gli anni cinquanta vedono quindi la crescita della Philip Morris International con la Philip Morris Australia che diventa, nel 1954, la prima filiale della Philip Morris Co., Ltd, Inc., fuori dagli USA e con la prima sigaretta a marca Marlboro (marchio introdotto nel 1924) prodotta al di fuori degli USA, grazie ad un accordo con la svizzera Fabriques de Tabac Réunies, nel 1957.
Nel 1987 la PMI viene quindi incorporata nella Philip Morris Companies Inc., creata nel 1985 durante un nuovo riassetto societario, che nel 2003 cambia nome in Gruppo Altria. Stando a quanto asserito il cambio di nome fu dovuto alla volontà di Philip Morris di enfatizzare il fatto che la gamma dei suoi prodotti andava ben oltre i derivati del tabacco, dato che, all'epoca, essa possedeva, ad esempio, anche l'84% della Kraft Foods Inc., la seconda più grande azienda alimentare del mondo dopo la Nestlé.
Nel 2002, dopo 47 anni, la PMI decide di non rinnovare un accordo risalente al 1955 con la filippina La Suerte Cigar and Cigarette Factory per la produzione e la vendita di sigarette a marchio Marlboro nelle Filippine. Viene così creata la Philip Morris Philippines Manufacturing Inc. (PMPMI) che fa seguito alla Philip Morris Philippines Inc. (PMPI) creata sette anni prima, per gestire non solo tutti gli aspetti relativi alle vendite dei prodotti Philip Morris nelle Filippine come faceva la PMPI, ma anche la loro produzione nel paese. Nel 2010 viene così creata la PMFTC Inc., una joint-venture tra la PMPMI e la filippina Fortune Tobacco Corporation, che controlla il 90% del mercato filippino.
Nel maggio 2005 la PMI acquista per 5 miliardi di dollari il 97,95% della PT Hanjaya Mandala Sampoerna Tbk, la più grande compagnia del tabacco indonesiana, che nel 2006 registra vendite per 3,22 miliardi di dollari, puntando a divenire leader nel mercato delle sigarette kretek (che costituiscono oltre il 90% delle sigarette consumate in Indonesia).
Nel marzo 2008 la Philip Morris International viene scorporata dal Gruppo Altria, all'interno di cui rimane la Philip Morris USA. Come già detto, Altria ha motivato l'uscita della PMI dal gruppo asserendo che così, quest'ultima, avrebbe avuto molta più libertà di movimento nel conseguire lo scopo di aumentare la propria presenza nei mercati emergenti.
Nell'aprile del 2014, la Philip Morris International ha annunciato la chiusura, dopo oltre 60 anni di attività, dell'impianto di produzione australiano di Moorabbin. L'azienda ha motivato la chiusura con il graduale declino delle vendite nell'ultimo decennio e con la difficoltà ad adeguarsi alle leggi sulla diminuzione del rischio incendi emanate nel 2010 dal governo australiano.
Decidendo di investire nel ramo farmaceutico e volendo allargare il proprio portafoglio di prodotti senza combustione, nel luglio 2021, Philip Morris International ha acquistato l'azienda inglese Vectura, specializzata nello sviluppo di medicinali utili alla cura di malattie polmonari e nella produzione di inalatori, per 1 miliardo di sterline, provocando lo sdegno di diverse organizzazioni mediche, quali l'American Thoracic Society e il Forum of International Respiratory Societies, dato che, così facendo, articoli di ricerca redatti da ricercatori Vectura al soldo della PMI avrebbero potuto essere pubblicati su riviste mediche specializzate. Nonostante le polemiche, nel settembre 2021 PMI ha concluso l'acquisto, già annunciato nel febbraio dello stesso anno, della danese Fertin Pharma, azienda leader nello sviluppo di prodotti farmaceutici con sistemi di somministrazione intraorale, da EQT, un fondo di investimenti, e dalla famiglia Bagger-Sørensen, per 5,1 miliardi di corone danesi.

## Marchi

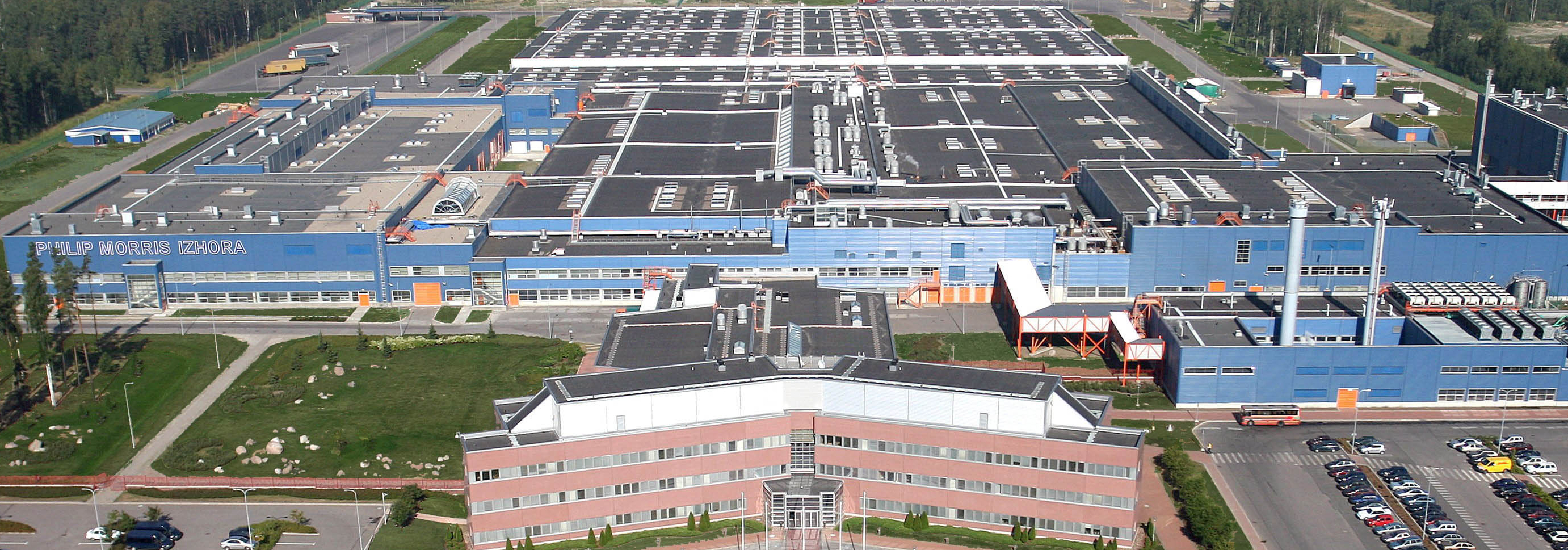
Uno stabilimento produttivo della Philip Morris International in Russia.

La Philip Morris International possiede sei marchi con proventi multi-miliardari (in dollari americani), ognuno dei quali è venduto in molteplici varianti:
- 1. Dji Sam Soe 234 – marchio di sigarette kretek lanciato nel 1913, è la marca di kretek più venduta in Indonesia;
- 2. L&M – marchio lanciato nel 1953 dalla Liggett & Myers con lo slogan "Le sigarette americane di migliore qualità e con il miglior filtro", venduto alla allora Philip Morris Inc. nel 1999;
- 3. Longbeach
- 4. Marlboro – lanciato nel 1924, è il marchio di punta dell'azienda;
- 5. ST Dupont Paris – marchio di sigarette disegnato nel 1902 da Simon Tissot Dupont;
- 6. U Mild – marchio di sigarette kretek lanciato in Indonesia il 22 maggio 1998 dopo la rivoluzione indonesiana.

I marchi di proprietà della PMI venduti localmente sono moltissimi. Di seguito un elenco basato sui paesi in cui sono venduti, i marchi sono disposti in ordine decrescente di sigarette vendute:
- Algeria: Rym, Gauloises (con la Imperial Brands), Dji Sam Soe 234, L&M, Longbeach, Marlboro, Minak Djinggo, ST Dupont Paris, U Mild, Nassim e Winston (con la Japan Tobacco International);
- Argentina: Philip Morris e Marlboro;
- Belgio: Marlboro e L&M;
- Brasile: Marlboro, L&M, Shelton, Dallas, Muratti, Luxor, Sampoerna A, Chancellor e Fortuna
- Bulgaria: Marlboro, Parliament, Muratti, Assos, L&M, Eve e Virginia Slims;
- Canada: Benson & Hedges (con la British American Tobacco, il gruppo Gallaher Group e la Japan Tobacco International), Belmont, Craven A, Rothmans International (con la British American Tobacco), Canadian Classics, Number 7, Accord e Mark Ten;
- Cina: Marlboro;
- Colombia: Boston, Caribe, Green, Derby, Marlboro, Pielroja e American Gold;
- Costa Rica: Derby, Marlboro e Next;
- Danimarca: Marlboro, L&M e Skjold
- Ecuador: Marlboro, Líder, Lark e Philip Morris;
- Egitto: L&M, Marlboro, Next e Merit;
- Estonia: L&M, Next e Marlboro;
- Finlandia: Marlboro;
- Francia: Marlboro e ST Dupont Paris;
- Germania: Marlboro, L&M ed F6;
- Giappone: Marlboro, Lark, Parliament, Philip Morris e Virginia Slims;
- Guatemala: Marlboro, Wismilak Diplomat (con la Japan Tobacco International), Rubios e Lider;
- Indonesia: Dji Sam Soe 234, L&M, Longbeach, Marlboro, ST Dupont Paris, Sampoerna A e U Mild
- Italia: Marlboro, Merit, Philip Morris, Chesterfield, Virginia Slims e Diana;
- Kazakistan: Marlboro, Parliament, L&M, Bond Street, Astra, Prima, Polet, Medeo, Kazakhstanskye e Souz Apollon;
- Lettonia: Marlboro, Parliament, Chesterfield, L&M, Bond Street e Red & White
- Libano: Marlboro, Bond Street, Merit, Chesterfield, Virginia Slims e Parliament;
- Lituania: Marlboro, L&M, Chesterfield, Parliament, Bond Street, Red & White e Partner;
- Malesia: Dji Sam Soe 234, L&M, Longbeach, Marlboro, ST Dupont Paris e U Mild;
- Marocco: Fortuna, Gauloises (con la Imperial Brands), Marlboro e Marquises;
- Messico: Marlboro, Delicados, Benson & Hedges (con la British American Tobacco, il gruppo Gallaher Group e la Japan Tobacco International), Faros, Elegantes e Chesterfield
- Paesi Bassi: Chesterfield, L&M e Marlboro;
- Repubblica Dominicana: Nacional, Marlboro, Next e Lider;
- Ungheria: Marlboro, Virginia Slims, Multifilter e Bond Street.

I prodotti venduti dalla Sampoerna includono:
- Sampoerna A Kretek (in diverse versioni);
- Sampoerna Hijau;
- Go Ahead (in diverse versioni);
- Sampoerna A (in diverse versioni);
- Sampoerna X-Tra;
- Sampoerna Classics;
- Sampoerna Special Edition Millennium 2000.

I prodotti venduti dalla PMFTC Inc. includono:
- Champion;
- Fortune;
- Hope.

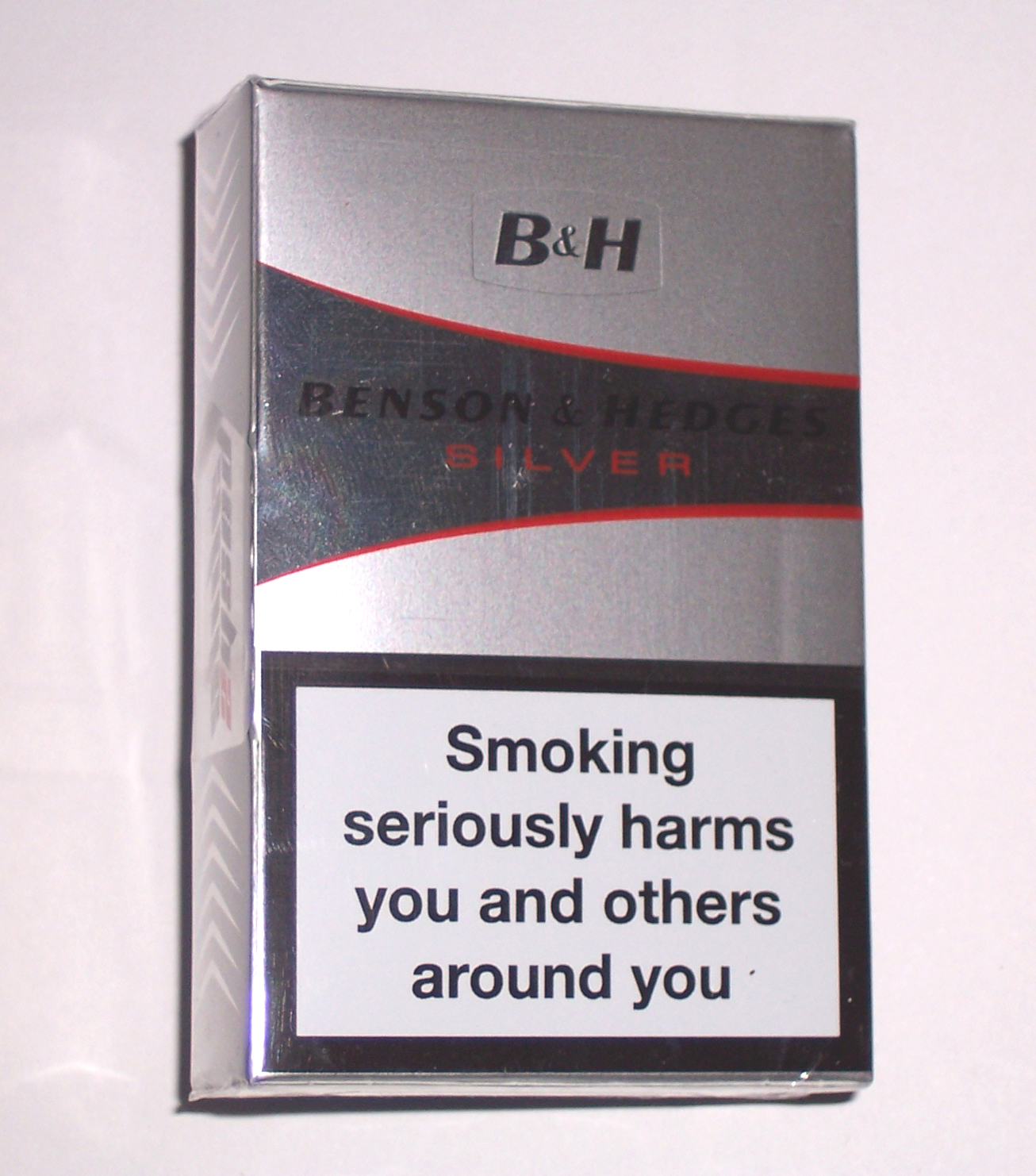
Benson & Hedges
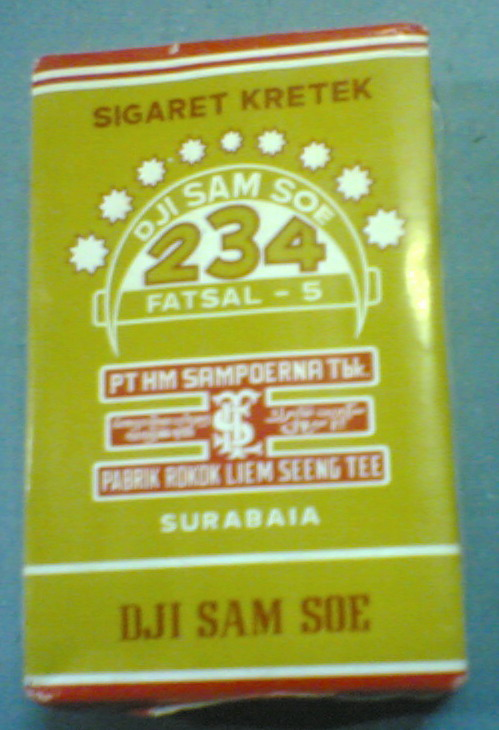
Dji Sam Soe 234
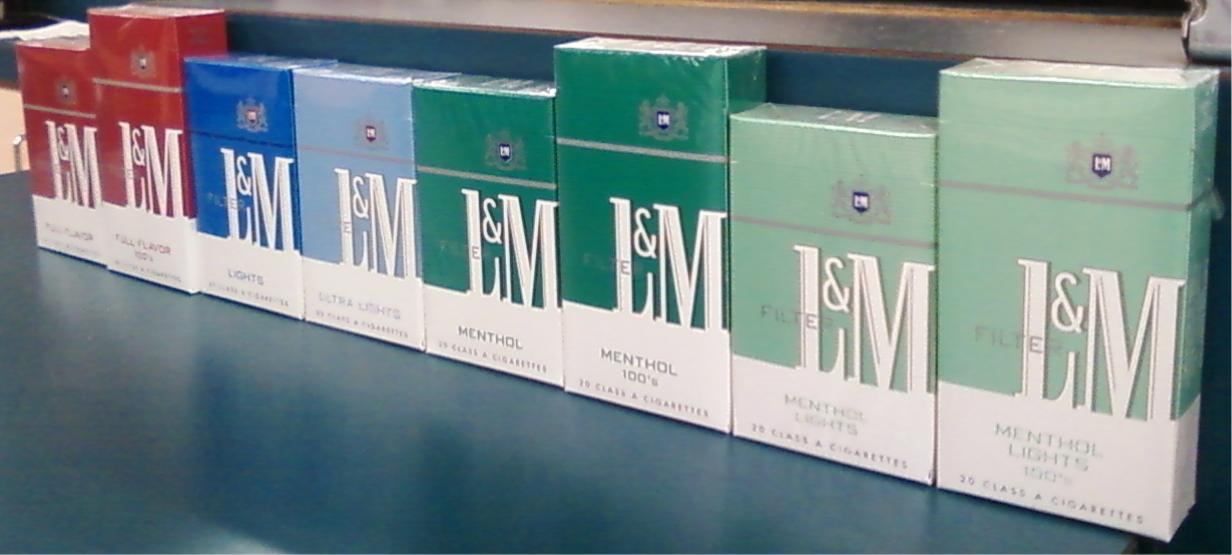
L&M
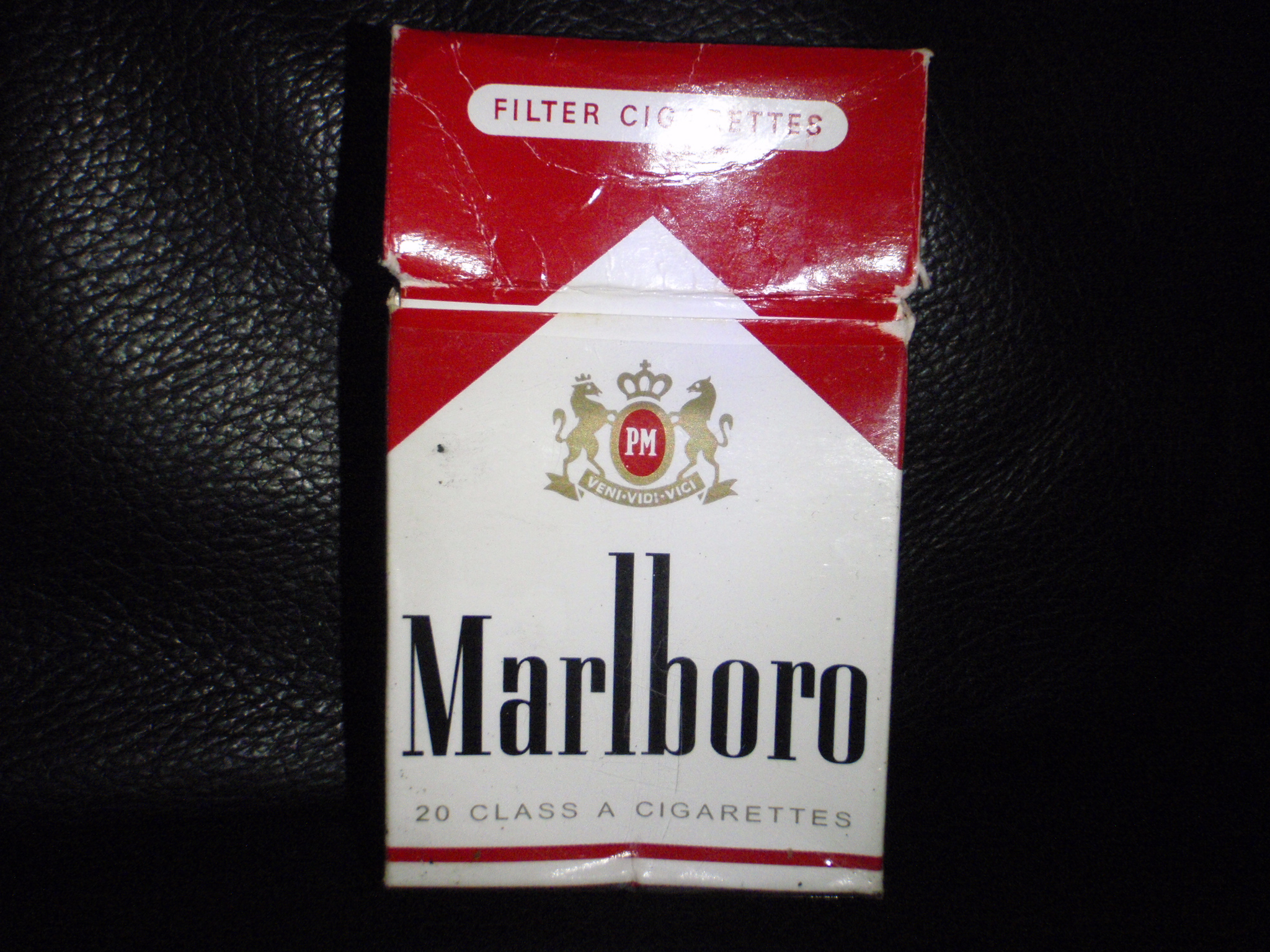
Marlboro
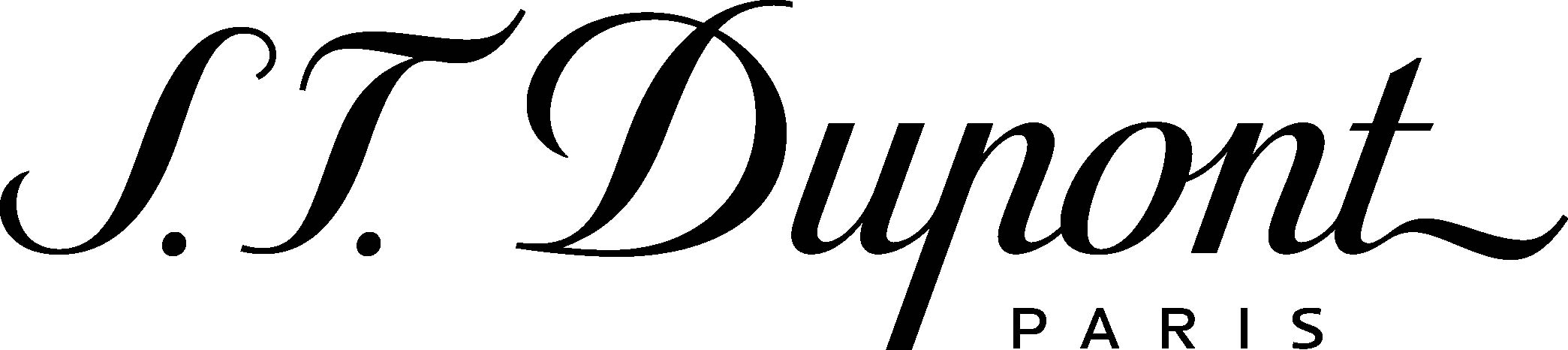
ST Dupont Paris
Basic
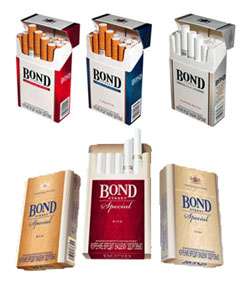
Bond Street
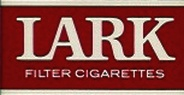
Lark
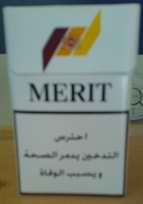
Merit

## Consiglio di amministrazione
Stando a quanto riportato sul sito della compagnia, il consiglio di amministrazione era, a ottobre 2023, composto da:
- Bonin Bough
- Michel Combes
- André Calantzopoulos – Presidente
- Juan José Daboub
- Werner Geissler
- Victoria Harker
- Lisa Hook
- Kalpana Morparia
- Jacek Olczak – Amministratore delegato
- Robert B. Polet
- Dessi Temperley
- Shlomo Yanai

## Ricerca
La Philip Morris International dichiara che la priorità del suo attuale programma di ricerca e sviluppo è lo «sviluppo di prodotti con la potenzialità di ridurre i rischi per la salute legati al consumo di tabacco», con particolare attenzione volta alla riduzione dei livelli di composti chimici tossici. Ad oggi, il maggior progetto riguarda i prodotti a tabacco riscaldato non bruciato denominati IQOS.

## Controversie sulla salute pubblica

### Australia
Il 29 aprile 2010, il governo australiano annuncia l'introduzione del pacchetto di leggi conosciuto come "Tobacco Plain Packaging Laws". In conseguenza di ciò, il 23 febbraio 2011, la Philip Morris International dispose la chiusura di due sussidiarie australiane della Philip Morris Asia (PMA), una sua controllata con sede ad Hong Kong, ossia la Philip Morris Australia Limited e la Philip Morris Limited. Nel giugno 2011, la Philip Morris International annunciò che si sarebbe avvalsa di disposizioni presenti nell'ISDS contenuto nel trattato bilaterale per gli investimenti (BIT) firmato tra Australia e Hong Kong al fine di ottenere risarcimenti per la perdita di introiti dovuta all'introduzione del sopraccitato pacchetto di leggi riguardante l'aspetto dei pacchetti di sigarette. Tale piano prevedeva l'eliminazione del marchio dalla confezione di sigarette e la standardizzazione totale del pacchetto.
Alla Philip Morris International si unirono, in questa battaglia contro il governo australiano, anche la British American Tobacco, la Imperial Tobacco e la Japan Tobacco International. Le compagnie si rivolsero in primo luogo all'Alta Corte australiana, asserendo anche che la completa standardizzazione dei pacchetti avrebbe costituito uno svantaggio per il consumatore, che si sarebbe diretto verso prodotti di qualità inferiore basandosi solamente sul prezzo.
Dopo che, nell'agosto 2012, dopo due dibattimenti conosciuti come "British American Tobacco Australasia Limited and Ors v. Commonwealth of Australia" e "J T International SA v. Commonwealth of Australia" tenuti in aprile, l'Alta Corte australiana proclamò che il Tobacco Plain Packaging Act 2011 non era contrario alla Costituzione, le compagnie si rivolsero al tribunale istituito dalla Commissione delle Nazioni Unite per il commercio internazionale (in inglese: Tribunal instituted by the United Nations Commission on International Trader Law, UNCITRAL). Il 18 dicembre 2015 tale tribunale ammise però, come sostenuto dal governo australiano, di non avere la giurisdizione per potersi occupare del reclamo di Philip Morris Australia (Philip Morris International aveva infatti utilizzato la sua sopraccitata sussidiaria per chiudere le due aziende australiane).
Nel maggio 2017, anche il Dispute Settlement Body dell'Organizzazione mondiale del commercio, sostenne il diritto dell'Australia a mettere il pratica la standardizzazione dei pacchetti e la PMI fu infine condannata a pagare i costi processuali sostenuti dal governo australiano in questi anni di battaglie legali, per una cifra pari a 50 milioni di dollari.

### Norvegia
Philip Morris International fece causa anche al governo norvegese per aver introdotto il divieto di esporre i prodotti del tabacco nei negozi. Anche in questo caso, nel 2012, la PMI perse la causa.

### Regno Unito
Nell'agosto 2014 la compagnia minacciò di intraprendere azioni legali contro il governo del Regno Unito se questi avesse portato a termine l'introduzione della standardizzazione totale dei pacchetti di sigarette. In una nota, PMI annunciò che avrebbe richiesto risarcimenti per "miliardi di sterline" se l'iter legislativo fosse andato avanti.

### Uruguay
Nel marzo 2010, la compagnia si scagliò contro le dure leggi antifumo promulgate dal governo uruguaiano e intraprese una causa contro il paese (Philip Morris v. Uruguay) basandosi sul trattato bilaterale per gli investimenti esistente da Svizzera e Uruguay. La PMI perse anche in questo caso e, l'8 luglio 2016, il Centro internazionale per il regolamento delle controversie relative ad investimenti decise in favore dell'Uruguay.

### Altri
Da documenti trapelati nel 2015 si è venuti a conoscenza che dagli anni settanta alla fine degli anni novanta, la Philip Morris International e la British American Tobacco sono state attive nel minare le campagne antifumo dei vari paesi a maggioranza musulmana etichettando come "fondamentalisti che vorrebbero ritornare alla Sharia" tutti quelli che si schieravano contro la commercializzazione dei prodotti del tabacco ed accusandoli di essere "una minaccia all'attuale forma di governo". In un rapporto risalente al 1985 la PMI si esprimeva con questi termini circa l'operato dell'Organizzazione mondiale della sanità (OMS): "Questa evoluzione ideologica è diventata una minaccia per i nostri interessi a causa dell'interferenza dell'OMS...L'OMS non solo ha unito le proprie forze a quelle dei fondamentalisti islamici che vedono il consumo di tabacco come un male, ma è andata oltre, incoraggiando i leader religiosi che prima non si interessavano di campagne anti-fumo a sostenere la loro causa". Philip Morris International, dal canto suo, ha sempre rifiutato di commentare tali documenti.
Nel maggio 2011, dopo aver effettuato diversi studi al riguardo, Philip Morris International ha annunciato di aver rilevato l'esistenza di violazioni dei diritti umani nei confronti dei lavoratori coinvolti nell'industria del tabacco, soprattutto nei confronti di quelli impiegati nelle piantagioni, in Kazakistan ed in altri 30 paesi, annunciando di voler fare del benessere di ogni lavoratore coinvolto nella sua catena di distribuzione un proprio dovere.

## Sponsorizzazioni

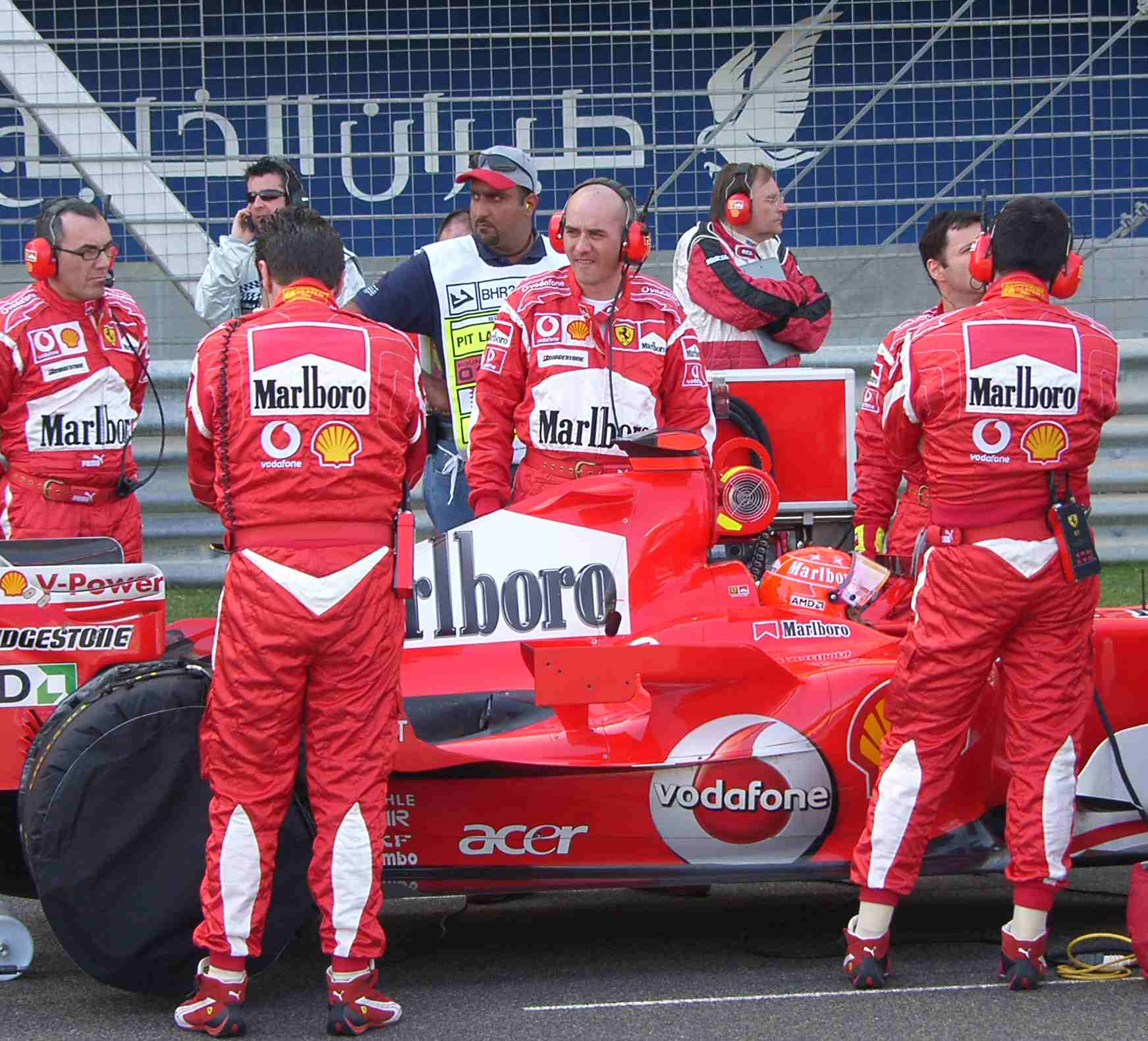
La pubblicità della sigarette Marlboro che sponsorizzava la Scuderia Ferrari nel gran premio del Bahrain del 2006.

Philip Morris International sponsorizza un gran numero di eventi sportivi in tutto il mondo, dalle corse di velocità alle partite di calcio, agli incontri di cricket e di hockey su ghiaccio.
La PMI è da molto tempo uno dei principali sponsor del team di Formula Uno Scuderia Ferrari. Al giorno d'oggi, a causa delle restrizioni imposte alla pubblicità dei prodotti del tabacco, la sponsorizzazione è solo subliminale ma, negli anni, auto della Ferrari e della McLaren recanti la pubblicità di prodotti Philip Morris hanno vinto diversi titoli mondiali. Prima del bando della sponsorizzazione diretta, si stima che Scuderia Ferrari ricevesse dalla PMI circa 45 milioni di sterline l'anno più il multimilionario stipendio di Michael Schumacher. Dal 2018 torna ad apparire come sponsor della Scuderia Ferrari in Formula Uno e dal 2019 con il team Ducati Corse in MotoGP con il brand Mission Winnow, a detta della PMI: «un'iniziativa volta a dimostrare l'impegno di PMI nel ricercare e sviluppare soluzioni per cambiare in meglio la società».
Un esempio della subliminalità sopraccitata è la sponsorizzazione del team di Formula Uno Jordan Grand Prix. Dal 1996 al 2005, infatti, le auto della scuderia riportavano il motto «Be on Edge» sui colori giallo e nero, in riferimento alle sigarette di marca (Benson & Hedges).